# Ezzelino da Romano
Ezzelino da Romano (Ezelin) (Onara, 1194. április 26. – 1259. szeptember 27.) olasz hűbérúr Marca Trevigianában (a mai Veneto területén), az Ezzelino család tagja. Közeli szövetségese volt II. Frigyes német-római császárnak (1220–1250), és csaknem két évtizeden át uralkodott Verona, Vicenza és Padova felett.. Kegyetlen zsarnokként vált hírhedtté, a „korai zsarnokok” legismertebbje volt. A ghibellinek vezetője Itáliában.

## Élete
II. Ezzelino da Romano, Bassano del Grappa és más venetói hűbérbirtokok ura és Adelaide degli Alberti di Mangona fia volt, aki egy toszkánai grófi családból származott. Négyéves korában túszként Veronába küldték, de gyermekkora és neveltetése nem ismert.
Apja, aki egy viharos élet után szerzetes lett, régi német lovagcsaládból származott, amely II. Konrád császártól Onara és Romano várakat nyerte hűbérül és amely nemsokára Olaszország leghatalmasabb nemesi családjainak egyike lett. Ezzelino da Romano már kora ifjúságától, 1208-tól részt vett a szomszéd városokkal folytatott harcokban. 1213-ban részt vett Este várának ostromában, amely apja egyik ellenségének, az 1212-ben elhunyt VI. Estei Azzo márki, majd később fia, Aldobrandino birtokában volt. A krónikás Páduai Rolandino szerint az ifjú Ezzelino már ekkor élénk érdeklődést mutatott az ostromtechnikák iránt, és olyan gyűlöletet érzett az Esték iránt, amely egész életében kitartott. 1223 júniusában a Trevizó vidékén fekvő birtokokat örökölte, majd a veronai nemességgel vállvetve harcolt a polgársággal. 

III. Ezzelino da Romano tevékenységei

Ravaszságával elérte, hogy a lakosság egy része podestának (a város főpolgármestere) válassza. Rövid időre elvesztette Veronát, de 1230-ban visszaszerezte. Ebben az időben a Verona feletti ellenőrzés azért volt fontos, mert II. Frigyes konfliktusban állt a Második Lombard Ligával, az észak-itáliai városok szövetségével. Aki Verona felett rendelkezett, az elzárhatta a Brenner-hágót az Alpokon keresztül, és ezzel megakadályozhatta, hogy Frigyes számára erősítés érkezzen Németországból. Kezdetben Ezzelino a Lombard Ligát részesítette előnyben, amely el tudta zárni a Brennert, és győztesen kerülhetett ki a császárral való első összecsapásból. Később azonban testvérével, Albericóval együtt pártot váltottak, amikor kiderült, hogy a Liga a márciusi ellenségeiknek, különösen az Este és a San Bonifacio (Sambonifacio) tartományoknak kedvez. Hogy ebben az állásban megmaradhasson, a ghibellinek ellen küzdött. Szigorával és erőszakos jellemével a nemesség fellázadt ellene, amely végül 1228-ban megbuktatta. Ekkor Vicenza és Padovával is konfliktusba került, ezért szorult helyzetében II. Frigyeshez közeledett, akinek 1232. március 29-én Cividaleban hűséget esküdött.
A császár az elfoglalt városok fölötti hatalommal ruházta föl és feleségül adta hozzá leányát, Selvaggiát (1238. május 23.), aki akkor 13 éves volt. Ezután még jobban irtotta a guelfeket; elfoglalta Vicenzát, Veronát, Feltrét, Bassanót, Bellunót és nemsokára egész Északkelet-Itáliát. Életét és hatalmát féltve, kivégeztette Padova és Verona legelőkelőbb családjait.
Ezzelino volt az egyik főszereplője a ghibellinek elleni győzelemnek a Cortenuovában (1237), és 1239-ben császári alkirállyá nevezték ki a Marca Trevigianában. Este új hercege, VII. Azzo elleni hosszan tartó harca az utóbbi teljes vereségével és számos terület elcsatolásával végződött.
II. Frigyes császár iránt mindvégig hűséggel viseltetett és Frigyes fiát, IV. Konrád német királyt is teljes odaadással támogatta olaszországi hadjárataiban. Kegyetlensége miatt a pápák átokkal sújtották, Ravenna érseke, Fontana Fülöp pedig 1256-ban keresztes haddal támadta meg őt, és már Padovát is bevette, amikor Ezzelino a kereszteseket Torricella mellett 1258. szeptember 1-jén teljesen megsemmisítette. Ettől kezdve Ezzelino, aki a császár hivatalnokaitól már régebben függetlenítette magát, hatalmának csúcspontján állt, és Milánónak és egész Felső-Itáliának meghódítására készült. Eközben ellenfelei (köztük Velence) sereget toboroztak, mely az Adda és Oglio között 1259-ben hadrendbe állt. Ennek hírére Ezzelino a cassanoi híd visszafoglalására indult, de megsebesült amikor egy gázlón nyomult át az Adda folyón, és az olaszok fogságába esett. Nem tudott beletörődni bukásába, ezért visszautasította az orvosságot és az ételt, sebeit fölszaggatta. Tizennégy nappal később meghalt. Tetemét Soncino mellett, a puszta mezőn ásták el.

## Emlékezete
Amit Ezzelinóról tudunk, annak nagy része az évszázadok során felhalmozott irodalmi hagyományból származik; uralkodásának rövidsége ellenére Ezzelino kegyetlensége a zsarnokság jelképévé vált, költők és krónikások az önkényes hatalom és az általa lehetővé tett erkölcsi vétkeket idézték fel nevével kapcsolatban; a 14. századi szerzők már ragaszkodtak ahhoz, hogy Ezzelino származása démoni volt. Rolandino di Padova Marca Trevigiana krónikája (1262 körül) a da Romano család felemelkedését és bukását mutatja be, Ezzelino fiatalemberként mutatkozik be, aki köveket dobál a család riválisának házára; a rendkívül pártos politikai mű a zsarnok vasmarkában lévő Padova sorsát követi nyomon egészen a városnak a Guelphi Liga általi felszabadításáig. Albertino Mussato Ecerinis (1315 körül) című műve Ezzelinót az ördög fiaként ábrázolja; a latin verses színdarab bemutatja Ezzelino édesanyját, aki tanúbizonyságot tesz a zsarnok pokoli nemzőjéről. Dante Alighieri Isteni színjátékában lelke a Pokolba kerül, ahol Dante a Hetedik kör, Első gyűrű: Az erőszakosok a szomszédaik ellen (Inferno, XII, 109) című fejezetben találkozik vele. Kisebbik húgát, Cunizzát is idézi Dante a Paradicsomban, IX, 31-33.
Ezzelino előtt a politikai hatalom megragadása a városállamokban a középkorban végig valós vagy színlelt örökösödési igényeken alapult, vagy pedig a hitetlenek és a kiátkozottak ellen irányult; de nála, mint Jacob Burkhardt történész írja, „itt történt először nyíltan kísérlet a trónalapításra nagyüzemi gyilkosságokkal és végtelen barbársággal, egyszóval minden eszköz elfogadásával, amelynek célja csak a korlátlan hatalom megragadása volt.” Az effajta kegyetlenség sikere példaként szolgált a késő középkor és a kora reneszánsz Itália későbbi zsarnokai számára.

## Fordítás
Ez a szócikk részben vagy egészben  az   Ezzelino III da Romano című angol Wikipédia-szócikk ezen változatának fordításán alapul.  Az eredeti cikk szerkesztőit annak laptörténete sorolja fel. Ez a jelzés csupán a megfogalmazás eredetét és a szerzői jogokat jelzi, nem szolgál a cikkben szereplő információk forrásmegjelöléseként.